# Badminton no CS Marítimo
A modalidade de Badminton foi criada no CS Marítimo no início dos anos 80, tendo obtido grande protagonismo com o surgimento de uma geração de atletas que marcaram a modalidade no âmbito nacional. Para além de diversas vitórias nacionais tanto individuais como em pares, o clube foi campeão em mistos por 5 vezes. Fruto dessas vitórias o clube participou na Taça dos Campeões Europeus por cinco vezes. Um alteta do clube, Ricardo Fernandes, representou o País nos Jogos Olimpicos de Barcelona  de 1992. Actualmente a secção de Badminton do Marítimo encontra-se suspensa.

## Palmarés

### Nacional
- Campeonato Nacional da 1.ª Divisão (5) ´

(Equipas Mistas)
Melhor Classificação: Vencedores (1989-90; 1990-91; 1991-92; 1992-93 e 1993-94)
- Campeonato Nacional da 1.ª Divisão (1) ´

(Equipas Homens)
Melhor Classificação: Vencedor (1994-95)

### Internacional
- Taça dos Clubes Campeões Europeus (0)

5 Participações: (1990-91; 1991-92; 1992-93; 1993-94 e 1994-95)